# コマルカ・デ・ビアナ
コマルカ・デ・ビアナ（Comarca de Viana）はガリシア州オウレンセ県のコマルカで、同県の南東部に位置する。
ア・グディーニャ、ア・メスキータ、ビアナ・ド・ボーロ、ビラリーニョ・デ・コンソの4自治体によって構成される。
隣接するコマルカは、北がコマルカ・ダ・テーラ・デ・トリーベスとコマルカ・デ・バルデオーラス、西がコマルカ・デ・ベリンで、東がカスティーリャ・イ・レオン州のサモーラ県、南がポルトガルに接している。
面積は746.3km²で、2010年の人口は6,912人（2009年：7,031人、2007年：7,158人）。コマルカの中心地区は自治体ビアナ・ド・ボーロのビアナ・ド・ボーロ教区のビアナ・ド・ボーロ地区。

## 地理
コマルカ内をビベイ川が流れている。主要な道路はOU-533号線で、ペティンのフレイシード教区を通り、ア・グディーニャへと入っている。
| コマルカ・デ・ビアナの構成自治体（2010年）             |            |             |                    |
| 自治体                                                 | 人口（人） | 面積（km²） | 人口密度（人/km²） |
| ア・グディーニャ                                       | 1,562      | 171.4       | 9.1                |
| ア・メスキータ                                         | 1,352      | 104.3       | 13.0               |
| ビアナ・ド・ボーロ                                     | 3,323      | 270.4       | 12.3               |
| ビラリーニョ・デ・コンソ                               | 675        | 200.2       | 3.4                |
| 計                                                     | 6,912      | 746.3       | 9.3                |
| 出典: INE（スペイン国立統計局）、IGE（ガリシア統計局） |            |             |                    |